# Actionnariat salarié
 (2 février 2022).
L'actionnariat salarié est un dispositif qui vise à faire entrer durablement les salariés d'une entreprise dans le capital de cette dernière. Il s'agit d'un dispositif relativement ancien de conciliation des intérêts du capital et du travail, initié en France par Charles de Gaulle.
De nombreux dispositifs sont depuis venus enrichir cette pratique qui s'est considérablement développée ces dernières années.

## Rôle de l'actionnariat salarié
Le rôle immédiat de l'actionnariat salarié consiste à constituer une épargne et à susciter l'implication du salarié dans son entreprise.
L'actionnariat salarié peut être également perçu comme un mécanisme de protection en cas de tentative de prise de contrôle (inamicale) d'une entreprise par une autre ou plus couramment par un investisseur institutionnel.
L'actionnariat salarié se traduit parfois par une participation directe des salariés dans le gouvernement d'entreprise via un ou plusieurs postes au sein du conseil d'administration.

## Entrée des salariés dans le capital
L'entrée des salariés dans le capital de l'Entreprise peut prendre diverses formes. Les plus classiques, en droit français, sont :
- une offre réservée aux salariés (ORS)
- un plan d'attribution gratuite d'actions (PAGA)

La part de capital peut être offerte sous forme d'actions ou sous forme de véhicule élaboré tel que les FCPE.

## Conservation des actions de l'entreprise par les salariés
La part de capital peut être proposés sous forme d'actions ; celles-ci peuvent être conservés dans des comptes au nominatif, dans des comptes titres (compte courant, PEA, etc).
La part de capital peut également être proposée aux salariés dans des véhicules plus élaborés, les fonds commun de placement d'entreprise (FCPE). Les FCPE sont généralement conservés dans des plans d'épargne salariale : plan d'épargne d'entreprise (PEE), plan d'épargne groupe (PEG).

## Actionnariat salarié et gouvernance
La loi du 30 décembre 2006 prévoit que, dans les sociétés cotées où les salariés détiennent plus de 3 % du capital, un ou plusieurs administrateurs au Conseil d’administration ou au Conseil de surveillance doivent être élus par l'assemblée générale des actionnaires, sur proposition des actionnaires salariés.
Les actionnaires salariés choisissent leurs représentants par élection. S’il existe un FCPE d’actionnariat salarié, les candidats sont des actionnaires salariés membres du Conseil de surveillance de ce FCPE. Sinon (aucun FCPE ou plusieurs FCPE, actions détenues en direct, SICAVAS), les candidats se proposent parmi l’ensemble des actionnaires salariés.

## Statistiques
En 2018, 50 % des entreprises du SBF 120 ont réalisé un plan d'actionnariat salarié, contre 43 % en 2017 et 36 % en 2014. En revanche, le pourcentage du capital détenu par les salariés dans les grands groupes français du CAC 40 a légèrement diminué, passant de 3,37 % fin 2016 à 3,17 % fin 2017, mais cette baisse s'explique par la sortie du CAC 40 de Vallourec, dont les salariés détiennent 7,6 % du capital. En 2017, le seuil des 3 % est atteint par 35 % des entreprises du CAC 40 et 15 % pour les autres entreprises du SBF 120 ; 74 % dépassent 1 %. Bouygues est le champion de l'actionnariat salarié au sein du CAC 40 avec 17,6 %, devant Vinci (8,8 %) et Essilor (8,4 %). Hors CAC 40, Eiffage domine avec 19,6 % devant Vallourec (7,6 %) et Sopra Steria (7 %).
2021 est une nouvelle année record pour l'actionnariat salarié au sein du SBF 120, puisqu'avec 42 opérations il représente 3,7 milliards d'euros souscrits. Si le ratio  du capital des entreprises entre les mains des salariés en 2021 est à 3 %, les professionnels du secteur veulent peser sur le prochain gouvernement pour amplifier la dynamique et atteindre un objectif de 10 % du capital.